# Avenida Los Carrera (Concepción)

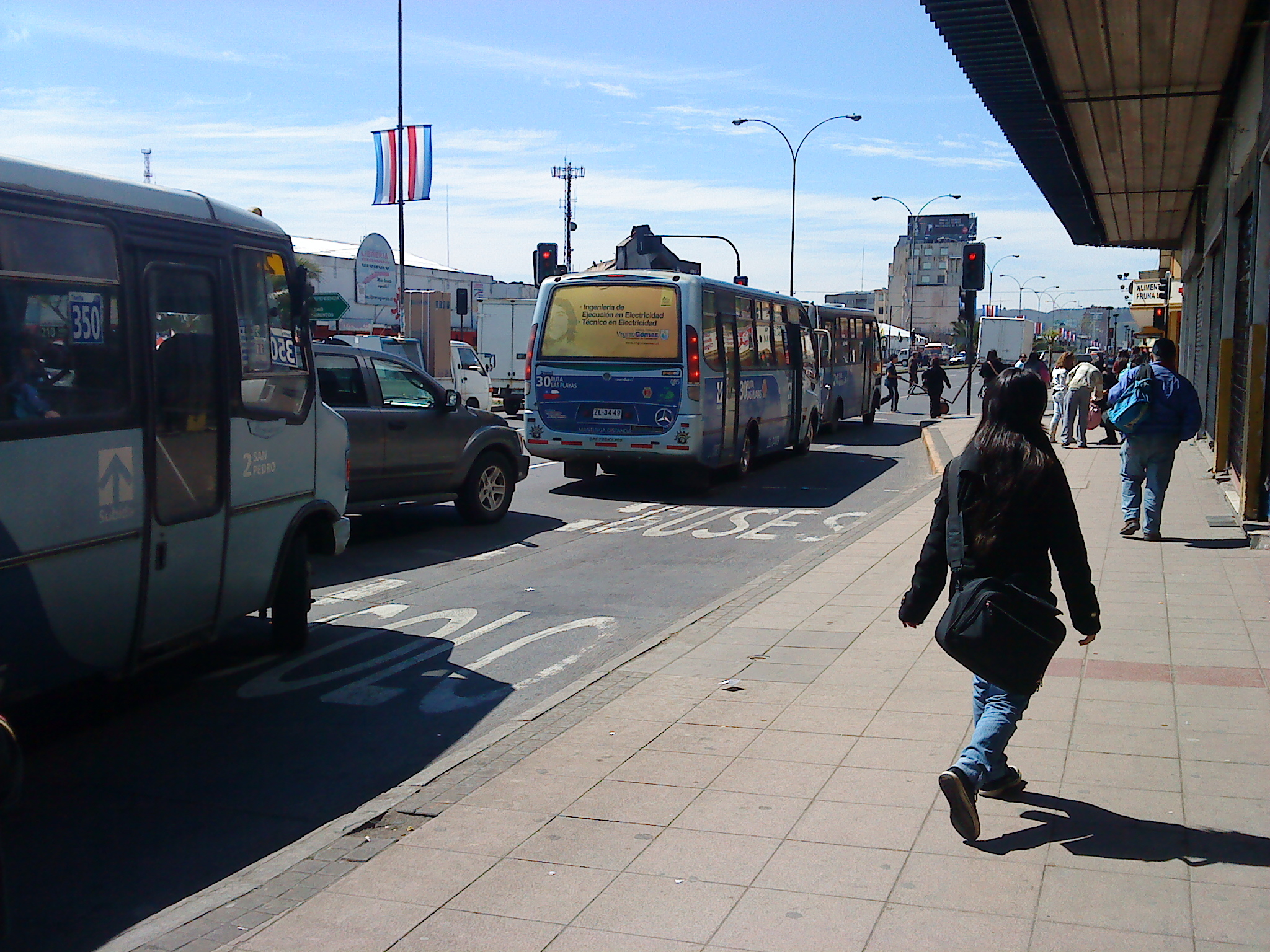
Av. Los Carrera con Rengo

La Avenida Los Carrera es considerada una de las "columnas vertebrales" viales de la ciudad de Concepción, Chile. Lleva su nombre en honor a los hermanos Carrera (Javiera, José Miguel, Juan José y Luis), personajes históricos del país. Es la alternativa urbana para atravesar a Concepción de norte a sur a la avenida Jorge Alessandri, además de ser su principal avenida de acceso al centro de la ciudad para las comunas en dichas direcciones.

## Historia

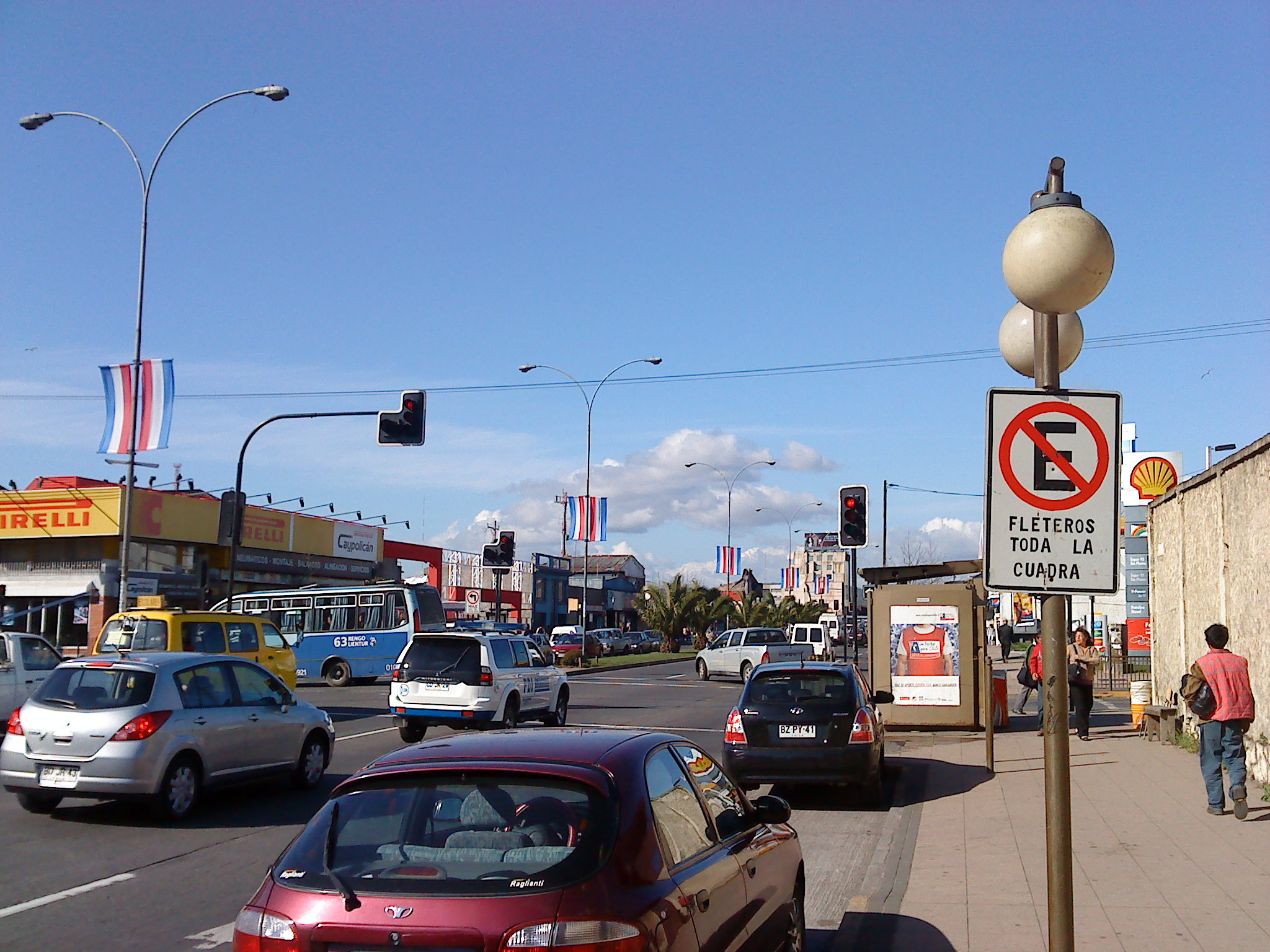
Av. Los Carrera con Lincoyán

Los Carrera fue, desde su creación, una de las avenidas más importantes de la ciudad. Era una avenida de entrada de Concepción. Después del Terremoto de 1960, y la planificación de la ciudad, se proyectó un ensanche de esta arteria, junto con otras, para mejorar el tránsito vehicular a través de la ciudad. Desde esa fecha, comenzó a verse paños para la ampliación, así como muchos tramos ampliados, pero discontinuos. Las expropiaciones fueron muy lentas, por lo que a fines de la década de 1980, donde se mejoraron algunas entradas a la ciudad (Ruta 154, avenida general Bonilla, etc.), no hubo un cambio sustantivo en la condición de esta arteria. El gran impulso lo tuvo luego del lanzamiento del proyecto de recuperación de la ribera norte del Biobío, en el que junto con la construcción del tercer puente sobre el Biobío (Puente Llacolén), se necesitaba una arteria adecuada para la entrada de este nuevo flujo desde San Pedro de la Paz, y la Ruta de la Madera.
Desde 1997 al 2005 se remodeló la avenida, en tres etapas:
- Primera Etapa: Avenida Arturo Prat hasta Calle Janequeo, con poliducto subterráneo de servicios
- Seguna Etapa: Calle Janequeo hasta Plaza Acevedo, con postación de algunos servicios (cables aéreos).
- Tercera Etapa: Nuevo enlace con Paicaví, realizado por el proyecto Biovías

## Características

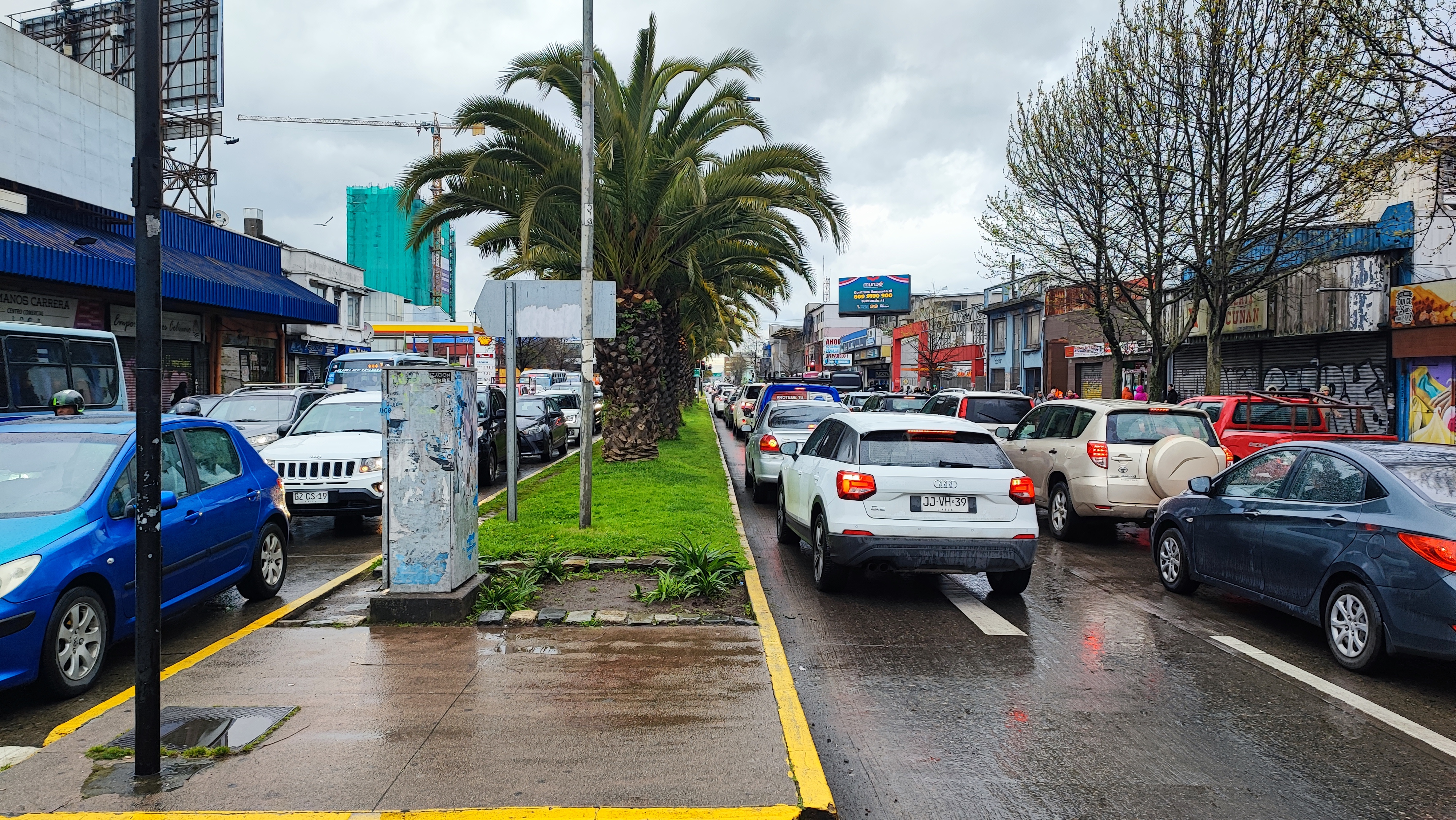
Congestión vehicular en avenida Los Carrera, a la altura de calle Rengo

Es una avenida bidireccional con seis carriles, separadas por un bandejón central utilizado en parte por pistas de viraje, siendo la avenida con más carriles disponibles para vehículos partículares en el Gran Concepción. Posee numerosos estacionamientos además de las bahías de buses. Al llegar a calle Janequeo, termina el poliducto subterráneo (hecho en la Primera Etapa del Ensanche).
Entre Janequeo y Plaza Acevedo, tiene postación y cableado aéreo de algunos servicios (Segunda Etapa del Ensache).

## Ubicación
La vía se ubica en el centro de la comuna de Concepción, siendo en parte una barrera que divide el área del comercio minorista y centro cívico con un área residencial del casco antiguo de la ciudad. La avenida comienza en la intersección con la avenida Arturo Prat, siendo su prolongación, por medio de la calle Zañartu, el puente Llacolén, uniéndose así al centro de Concepción con el sur de la intercomuna y las rutas 156 y 160. Cruza con Avenida Paicaví, mediante una rotonda semaforizada. Finaliza frente a la Plaza Acevedo donde se bifurca en un par vial que conecta con zonas residenciales del este de la comuna y en una ruta hacia la rotonda General Bonilla donde convergen las rutas 148, 150 y 154

## Prolongaciones
- Al Noreste (NE):
  - Avenida San Juan Bosco, luego ruta CH-150.
  - Par vial Ignacio Collao-General Novoa
- Al Sureste (SE):
  - Avenida Manuel Zañartu, luego puente Llacolén.

- Datos: Q5713860